# Complejo Deportivo Vistamar
En el municipio Puerto Cabello contará con más de cinco canchas de fútbol con grama sintética, el mandatario local decidió formar la academia que brindará formación y desarrollo futbolístico al estado Carabobo.
“Vamos a crear una academia de fútbol denominada Puerto Cabello Te Quiero, la cual será no solo para los futbolistas de la ciudad, también servirá para todo el estado Carabobo y todo el país, tendremos en ella cada una de las categorías que existen en el país y para eso traeremos lo más granado del fútbol nacional e internacional”
Señaló que de esa manera se formarán a los vinotintos del futuro, “el complejo deportivo lo estamos haciendo con mucha pasión, así que con la academia generaremos un gran ciclo futbolístico que saldrá desde este municipio”.
Explicó que desde el primer mes del año 2012 comenzó con el proyecto ya que han dispuesto de una buena cantidad de recursos para el mismo, “tenemos el apoyo del señor Antonio Cabrujas, presidente de la Fundación Nacional de Fútbol Menor de Venezuela, quien en la inauguración designó a Puerto Cabello como sede del fútbol menor en Venezuela”.

## Canchas de entrenamiento
- Campos de Fútbol : dos campos de fútbol 11 (grama artificial), los cuales cuentan con vestuarios, baños, duchas y zona de Fisioterapeutas o Finesiólogos para equipos de casa y visitantes.

- Campos de Fútbol Base : cuatro campos de fútbol base de 70 x 40 m de grama artificial solo utilizados para trabajos de fútbol base en categorías Sub-6 - Sub-8 - Sub-10.

- Unidad Médica: compuesta por área de pediatría – enfermera, así como área de fisioterapia equipada y con insumos que se utilizan en la atención de atletas de las categorías Sub-6 - Sub 08 - Sub-10 - Sub-12 - Sub-14 - Sub-16 - Sub-18 y Sub-20.

- Gimnasio al aire libre: para el uso de atletas de las diferentes categorías, así como la comunidad en general. Dicho Gimnasio cuenta en su alrededor con un parque Infantil, además de una cancha múltiple (baloncesto).

- Casa Club: se alojan atletas de diferentes estados del país, los cuales están becados en nuestra institución, la misma costa de 03 casas exclusivamente para uso de atletas y personal que se encarga de la tutoría académica de dichos atletas.

- Unidad Móviles: autobús de 32 puestos para el traslado a juegos oficiales o amistosos en todo el territorio nacional, camioneta tipo Vans de 15 puestos, la cual cumple funciones de igual u otro índole dentro de la institución, así como camioneta Grand Tiger para el uso exclusivo de nuestra institución.

- Oficinas: 2 oficinas Área administrativa así como de Atención a Padres y representantes etc. En esta se lleva un control toral de la parte de inscripción de atletas para hacerle seguimiento a su crecimiento dentro de la institución.